# Bundesstraße 251
Pour les articles homonymes, voir Route 251.
La Bundesstraße 251 est une Bundesstraße des Länder de Rhénanie-du-Nord-Westphalie et de Hesse.

## Géographie
Le B 251 commence dans le plateau de Brilon à environ 2,4 km au nord-est du centre de la ville de Brilon qu'elle traverse. Puis elle passe à travers le parc naturel du Diemelsee, sur les deux Länder. Elle franchit le plateau de Waldeck et contourne Korbach. Plus loin elle aborde Cassel qu'elle traverse par le nord-est.

## Source
- (de) Cet article est partiellement ou en totalité issu de l’article de Wikipédia en allemand intitulé « Bundesstraße 251 » (voir la liste des auteurs).

1. ↑  (de) « Die Bundes- und Reichsstraßen in Deutschland - Nr. 166 bis 327 » [archive du 18 février 2009], sur home.arcor.de (consulté le 16 juillet 2025)